# Мистик Ајланд (Њу Џерзи)
Мистик Ајланд (енгл. Mystic Island) насељено је место без административног статуса у америчкој савезној држави Њу Џерзи.

## Демографија
По попису из 2010. године број становника је 8.493, што је 201 (-2,3%) становника мање него 2000. године.
| Група             | 2000.         | 2010.         |
| Белци             | 8.211 (94,4%) | 7.810 (92,0%) |
| Афроамериканци    | 59 (0,7%)     | 80 (0,9%)     |
| Азијати           | 46 (0,5%)     | 93 (1,1%)     |
| Хиспаноамериканци | 280 (3,2%)    | 425 (5,0%)    |
| Укупно            | 8.694         | 8.493         |